# Vagin
Vaginul este un organ sexual, parte a aparatului genital feminin, care face legătura între vulvă și uter. Termenul vagin nu trebuie confundat cu vulvă, care desemnează totalitatea organelor sexuale externe ale femeii.
Vaginul este un organ impar,  musculo-membranos, situat între vezica urinară și rect. Reprezintă organul de copulație al femeii, canal de expulzie a fătului și anexelor sale în timpul nașterii, fiind foarte extensiv și elastic, asigură eliminarea lichidului menstrual și a produselor de secreție ale uterului.
Din punct de vedre embriologic, vaginul este omolog cu urtriculul prostatic masculin (numit vaginul masculin).

## Etimologie
Cuvântul „vagin” provine din limba latină și înseamnă literalmente teacă - înveliș în care se păstrează lama unei săbii, cu referire la faptul că în timpul actului sexual vaginul înconjoară (învelește) penisul erect ca o teacă.

## Anatomie

### Formă și dimensiuni
Vaginul are forma unui cilindru turtit, alcătuit din: față anterioară, față posterioară, două fețe (margini) laterale și două extremități (superioară și inferioară). Prin extremitatea superioară se inseră pe colul uterin, iar prin extremitatea inferioară se deschide în vulvă. Forma vaginului se schimbă în lungime. La extremitatea inferioară vaginul este turtit transversal pentru a prelua forma fantei vulvare. Pe segmentul de mijloc turtirea este anterio-posterioară sub forma literei H, fețele anterioară și posterioară venind în contact direct una cu cealaltă. Pentru vizualizarea cavității vaginale este nevoie de instrumentar special. În extremitatea superioară, vaginul ia forma unei cupole cu cele patru funduri de sac: anterior, posterior și 2 laterale.
Peretele anterior al vaginului, în treimea superioară, vine în contact cu fundul vezicii urinare, de care este separat de un țesut conjunctiv - septul vezico-vaginal. Peretele posterior contactează în porțiunea inferioară cu rectul și corpul perineal, de care este separate prin țesut conjunctiv – septul recto-vaginal. Vaginul nu are o direcție rectilinie, ci este ușor curbat.
Dimensiunile sunt foarte variate, în funcție de vârstă, activitatea sexuală și numărul nașterilor. Lungimea medie a vaginului la o femeie adultă este de 7–9 cm. Peretele posterior este mai lung cu 2–3 cm. Astfel, fundul de sac posterior, fiind mai profund, formează fornixul vaginului. Diametrul vaginului măsoară 2–4 cm, cu posibilități de lărgire în timpul nașterii. Extremitatea inferioară, în apropiere de vestibulului vaginal, reprezintă, cea mai îngustă porțiune a vaginului.

### Suprafața internă

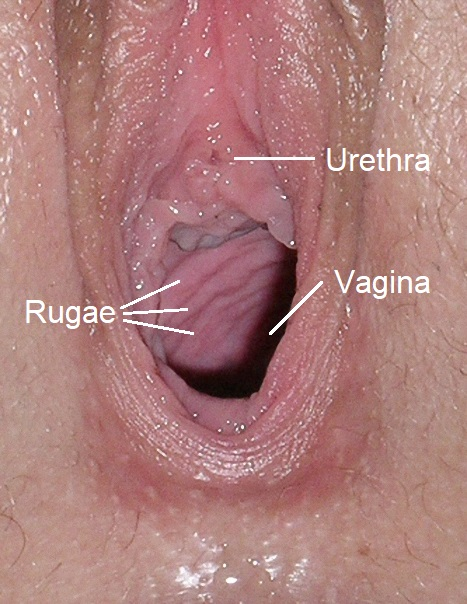
Plicile vaginale văzute pe peretele anterior

La femeile adulte de vârstă reproductivă, suprafața internă a vaginului nu este netedă, ci prezintă cute și pliuri. Cutele vaginale transversale sunt pliuri ale mucoasei vaginale, amplasate pe marginile laterale și formează câte o proeminență longitudinală pe fața anterioară și fața posterioare. Aceste proeminențe reprezintă pliurile vaginale îngroșate și poartă numele de coloane (creste) vaginale.
Coloana vaginală anterioară (Columna rugarum anterior) proeminează cu 5–15 mm, fiind mai evident decât cea posterioară. Începe la orificiul vaginal, la 2–3 mm mai jos de meatului uretral. În porțiunea superioară a vaginului, coloana anterioară se sfârșește printr-o bifurcație care se atenuează.
Coloana vaginală posterioară (Columna rugarum posterior) este mai puțin dezvoltată decât cea anterioară, coboară în jos și se observă până în porțiunea median a vaginului, unde începe să se piardă.
Cele doua coloane nu sunt dispuse una în fața celeilalte. Ele nu se suprapun, ci se găsesc deplasate față de linia mediană, spre stâng sau spre dreapta, astfel la închiderea vaginului ele devin alăturate.

### Structura peretelui vaginal

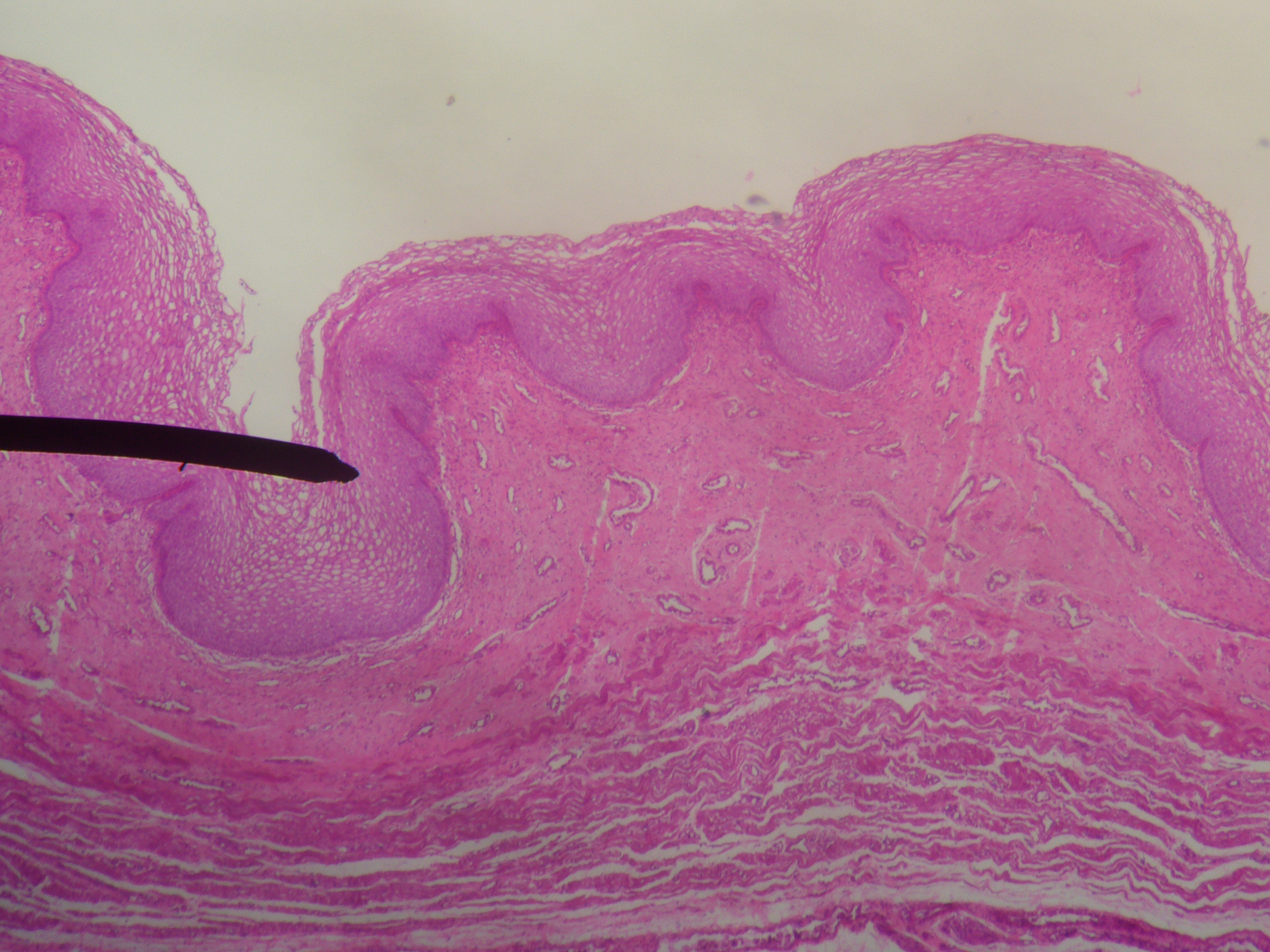
Secțiune prin peretele vaginal ce reprezintă doar tunica mucoasă

Peretele vaginal are o grosime de aproximativ 3 – 4 mm. Structural, peretele vaginal este alcătuit din trei tunici: conjunctivă, musculară și mucoasă. Unii autori descriu patru tunici, divizând tunica mucoasă în 2 straturi: spongios și mucos.
- Tunica conjunctivă (externă), sau adventiția, este constituită din țesut conjunctiv cu numeroase fibre musculare netede, vase sangvine, mai ales vene și limfatice, elemente ce se continuă cu cele ale spațiului pelvisubperitoneal și perineului.
- Tunica musculară este alcătuită dintr-o rețea din fibre musculare netede dispuse în două straturi: longitudinal intern și circular extern. Fibrele musculare longitudinale continua în secțiunea superioară cu fibrele superficiale ale uterului. Fibrele circulare sunt dispuse ca inelele, la extremitatea inferioară formând sfincterul vaginal.
- Tunica mucoasa vaginală (medie) este formată dintr-un epiteliu pavimentos stratificat, necheratinizat, de culoare roz sau gri-roșiatică și fără glande. Totuși, suprafața internă a vaginul conține o secreție, prezentată de un transsudat seros provenit din pereții săi, amestecat cu mucusul cervical fluidificat și, în mică parte, cu produsul glandelor vulvare. Tunica mucoasă este rezistentă și elastică, asigurând nașterea fătului. Epiteliul vaginal cuprinde trei straturi de celule: bazal - format din celule mici, intermediar - format din celule ovoidale și superficial format din celule mari poliedrice cu nucleu picnotic. În celulele superficiale ale epiteliului se depozitează glicogenul, eliminat în mediul intern al vaginului. Tunica mucoasă continuă în porțiunea superioară cu mucoasa exocolului, iar în partea inferioară cu mucoasa vulvară.

## Flora vaginală

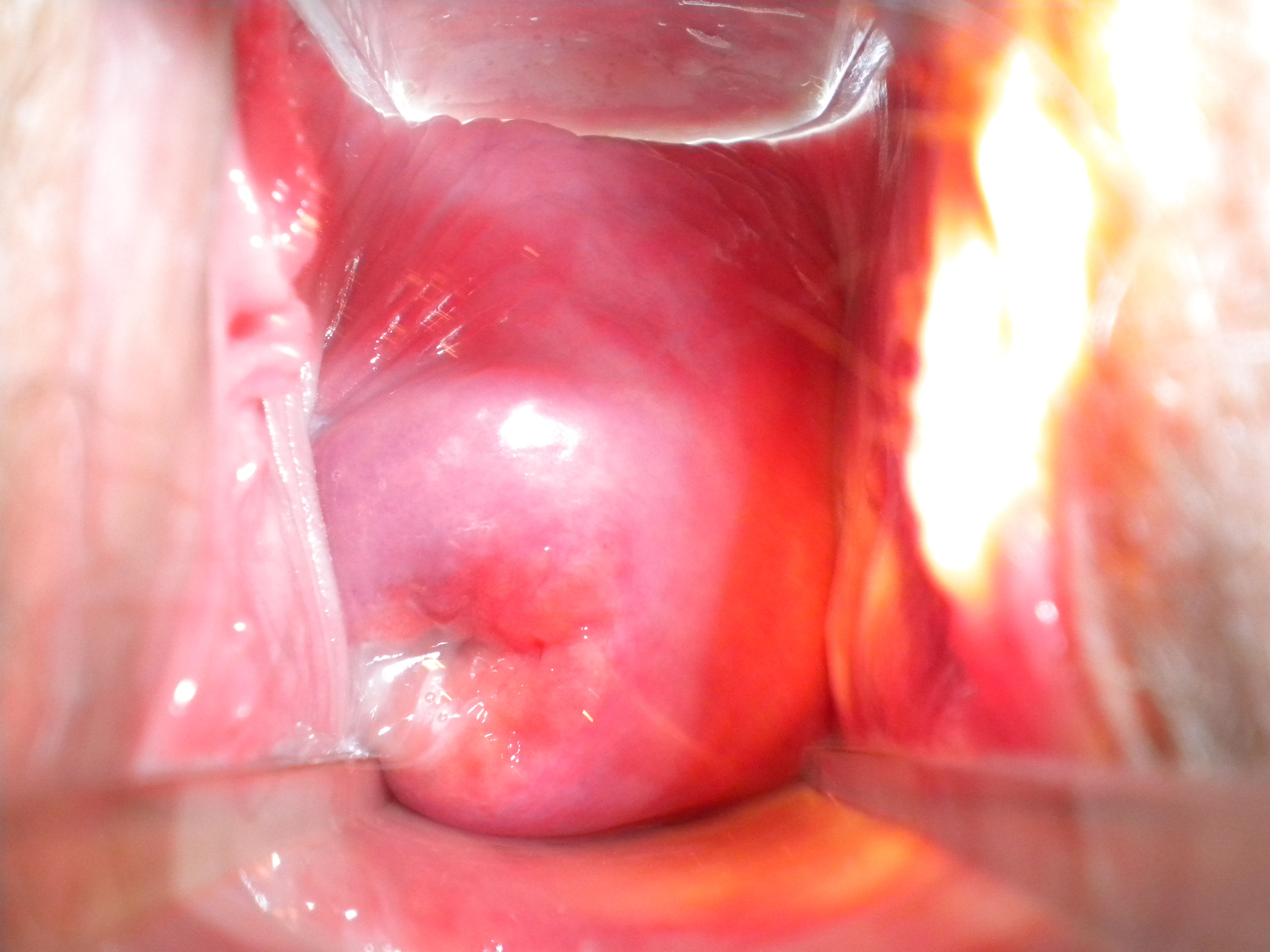
Vagin deschis cu ajutorul unui speculum, la extremitate superioară se află colul uterin al unei femei multipare

Flora microbiană normală a vaginului constituie un factor important în protecția antiinfecțioasă.  În normă, aproximativ 95% din flora vaginală este formată din lactobacili (bacilii Döderlein), care mențin pH-ul vaginal la un nivel scăzut (4,0 - 4,5)  și previn multiplicarea excesivă a microorganismelor patogene. Aciditatea se obține prin fermentarea glicogenului, din mucoasa vaginală, în acid lactic de către lacobacili. Principalele specii de lactobacili sunt: Lactobacillus crispatus, Lactobacillus gasseri, Lactobacillus jensenii, Lactobacillus iners ș.a. În absența patologiilor, numărul bacteriilor acidolactice variază între 105-180 într-un gram de lichid vaginal.  Printre vecinii lactobacililor sunt semnalate și alte bacterii anaerobe: Bacteroides sp., Peptostreptococus sp., Eubacterium sp., Fusobacterium sp., Veillonella sp. Dintre bacteriile aerobe predomină Streptococcus viridans, Stafolococcus epidermidis, Gardnerella vaginalis. Reprezentanții genului Candida populează vaginul frecvent, dar în cantități reduse. Bacteriile potențial patogene nu prezintă pericol atât timp cât mediul intern al vaginului se menține acid cu predominarea lactobacililor.
Lactobacilii mențin ecosistemul vaginal în normă, inhibând creșterea și expansiunea potențialilor patogeni. Scăderea ponderii lactobacililor determină dezvoltarea microorganismelor patogene și apariția bacteriozelor vaginale.
Flora vaginală manifestă patru grade de puritate: .
- Puritate de grad I - reacția fluidului vaginal este acidă, lactobacilii sunt în exclusivitate, leucocitele lipsesc;
- Puritate de grad II - reacția fluidului vaginal este acidă, predomină lactobacilii, se identifică microorganisme patogene și leucocite;
- Puritate de grad III - reacția fluidul vaginal este alcalină, lactobacilii sunt în minoritate,  predomină streptococii, stafilococii, bacili intestinali, se găsesc leucocite.
- Puritate de grad IV - reacția fluidul vaginal este alcalină, lactobacilii lipsesc, predomină microflora patogenă.

Primele două grade de puritate indică un mediul favorabili sănătății femeii, ultimele două grade - dezvoltarea proceselor patogene.
Principalele cauze ale scăderii numărul de lactobacili sunt:
- prezența unei boli cu transmitere sexuală;
- toaleta genitală excesivă (săpunurile, șampoanele, produsele cosmetice neutralizează aciditatea naturală a vaginului și oferă condiții favorabile dezvoltării agenților infecțioși);
- lenjeria tanga;
- utilizarea tampoanelor intravaginale, diafragmelor și dispozitivelor intrauterine;
- tratamentul îndelungat cu antibiotice;
- diabetul zaharat;
- modificările hormonale.[4]

## Fiziologie

### Secreții vaginale

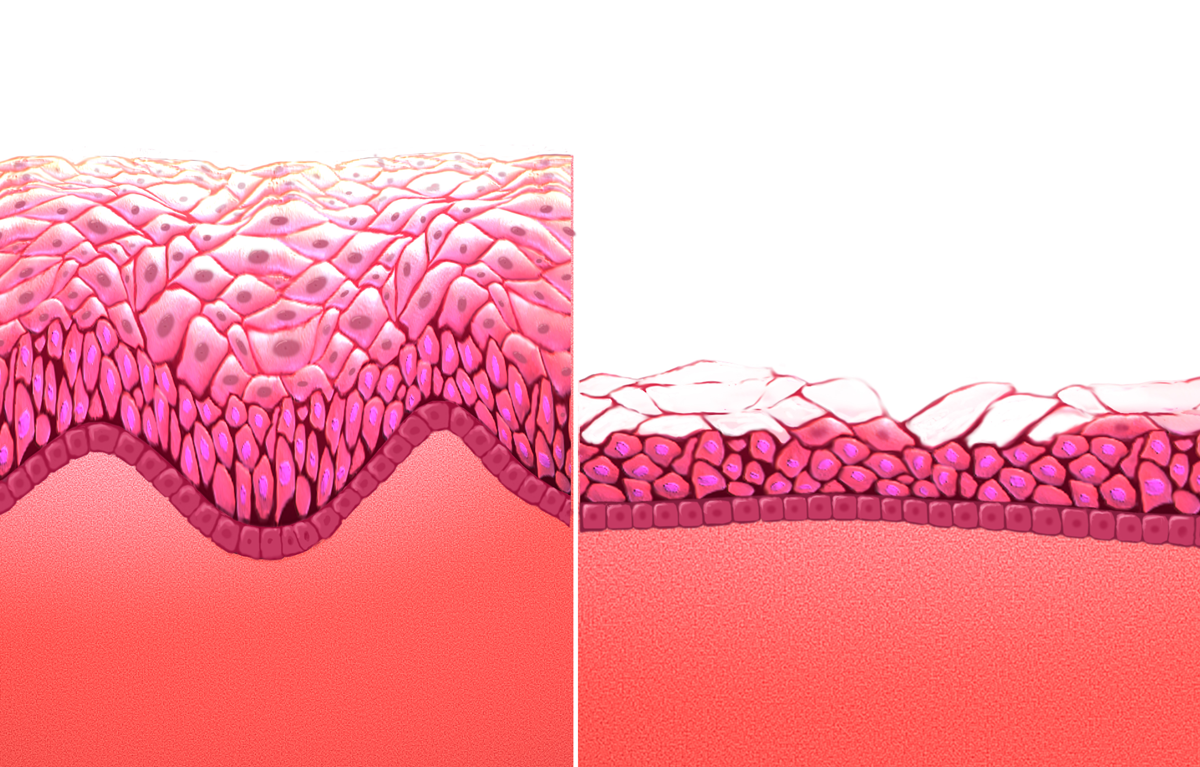
Mucoasa vaginală normală (stânga) și în perioada menopauzei (dreapta)

Secreția vaginală reprezintă un lichid transparent sau alb-lăptos, alcătuită din mucus cervical, alcătuit din secreții ale mucoasei vaginale, celule vaginale și cervicale descuamate, bacterii și metaboliții acestora. Cea mai mare parte a lichidului vaginal este produs de glandele cervicale ale colului uterin, restul reprezintă transsudat – plasmă sangvină provenită din venele pereților vaginali și eliminări ale glandelor lui Bartholin. Majoritatea secrețiilor se acumulează în fornixului posterior (fund de sac).
Examenul microscopic al frotiului efectuat din secreția vaginală (prelevarea celulelor) constituie o metodă eficientă de analiză a funcției ovariene, ce reflectă schimbările hormonale în timpul ciclului menstrual.
Cantitatea lichidului secretat de vagin se modifică în dependență de faza ciclului menstrual și crește în timpul actului sexual. Modificările ciclice ale epiteliului vaginal sunt legate de schimbarea concentrației hormonilor sexuali la stimularea ovariană. În faza foliculară, sub influența crescândă a estrogenului se intensifică proliferarea epiteliului vaginal și depozitarea glicogenului în stratul intermediar al mucoasei. Maximul este atins în momentul ovulației, secrețiile vaginale fiind mai abundente, transparente și fluide. În faza luteală, prin creșterea nivelului de progesteron, are loc liza celule descuamate și eliberarea glicogenului. Prin fermentarea glicogenului, bacilii Döderlein (lactobacili) produc acid lactic. Mediul acid constituie o barieră ce protejează vaginul de bacteriile infecțioase. În această fază lichidul vaginul devine mai vâscos, scade cantitatea eliminată, poate avea o colorație albicioasă datorită abundenței celulelor epiteliale descuamate.
Datorită acidului lactic lichidul vaginal capătă un miros ușor acru, dar în majoritatea cazurilor prezența unui miros intens și abundența secrețiilor, indiferent de faza ciclului, denotă dezvoltarea unei maladii infecțioase. Secrețiile vaginale anormale sunt însoțite și de senzații de prurit (mâncărime), inflamație, iritație, inclusiv în timpul urinării și actului sexual.

### Sexualitate

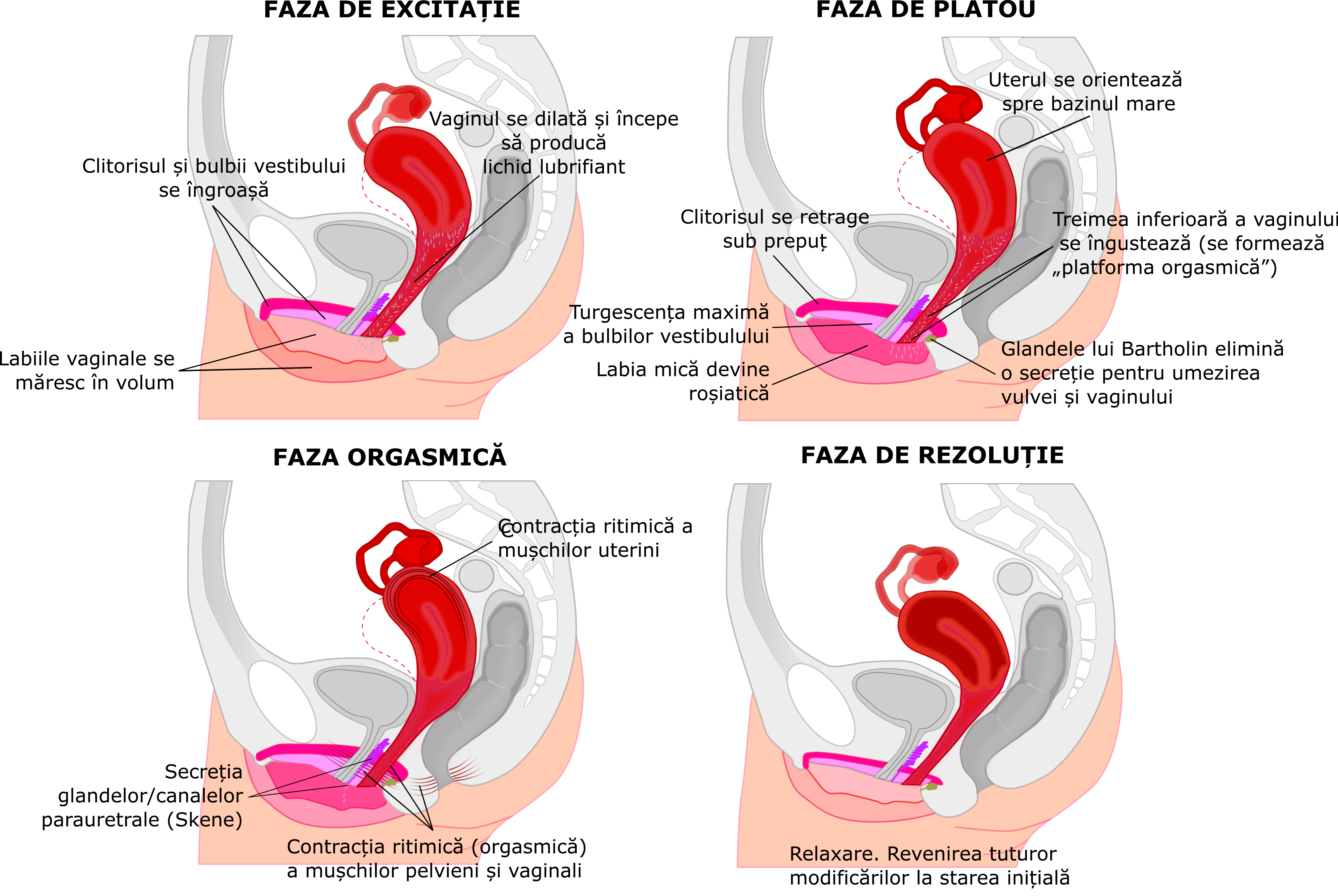
Răspunsul sexual feminin

Terminațiile nervoase din pereții vaginului creează senzația de plăcere în momentul excitației sexuale. Femeile pot obține o stare de satisfacție atât datorită contactului fizic, cât și sentimentului de apropiere față de partener în timpul penetrării (introducerea penisului în vagin). Deoarece vaginul nu este bogat în terminații nervoase, de multe ori femeile nu primesc suficientă stimulare sexuală pentru a ajunge la orgasm pe contul penetrării vaginale. Unele publicații menționează prezența unei densități mai înalte a terminațiilor nervoase și, prin urmare, a unei sensibilități mai mari, în treimea inferioară a vaginului, în apropiere de orificiu vaginal. Alte cercetări, privind gradul de inervație pereților vaginali, nu indică vreo regiune cu o concentrare mai mare a receptorilor tactili. Există și date care afirmă că distribuția terminațiilor nervoase prezintă variabilitate individuală și unele femei ar putea dispune de anumite zone mai sensibile pe suprafața internă a vaginului.
Raritatea terminațiilor nervoase în pereții vaginali determină o percepție mai redusă a durerii în timpul nașterii, iar o densitate mai mare ar putea să intensifice durerea.
Satisfacția sexuală rezultă nu numai din pătrunderea penisului în vagin, dar implică și mângâierea zonelor erogene, sex oral (cunilingus) sau poziții sexuale specifice. Pentru atingerea orgasmului, majoritatea femeilor necesită stimularea directă sau indirectă a clitorisului. Glandul clitorisului joacă un rol important în viața intimă a femeii. Este un organ erectil, turgescent în timpul excitației, prevăzut cu peste 8000 de terminații nervoase. Rădăcinile cavernoase ale clitorisului, împreună cu bulbii vestibulari și țesuturile adiacente, amplasate în vecinătatea vaginului constituie un factor important de stimulare indirectă a clitorisului în momentul coitului. Aceasta poate să contribuie la trăirea așa numitului „orgasmul vaginal”.
În timpul stimulării sexuale, bulbii vestibulari și, mai ales, clitorisul se umplu cu sânge, ultimul devenind erect. Dilatarea labiilor mari și acțiunea mușchilor pelvieni transversali lărgesc despicătura vulvară. Pereții vaginului se umezesc asigurând lubrifiere. Secrețiile vaginale derivă din plasma sangvină ale venelor care sunt dilatate datorită vasoconstricției. Mediul vaginal umed previne abraziunea, traumatizarea și rănirea, care ar putea fi cauzate de penis în timpul penetrării. Un aport, în acest sens, îl aduc și glandele lui Bartholin care se deschid pe părțile laterale ale orificiului vaginului. Cantitatea secrețiilor crește odată cu nivelul excitației. În același timp, vaginul se alungește, diametrul său se mărește de două ori, cu excepția porțiunii inferioare care formează o îngustare datorată contracției mușchilor și dilatarea vaselor sangvine. În secțiune transversală, vaginul ia ușor forma unui cilindru pentru a primi penisul. Orgasmul este caracterizat de senzație de extaz, se produc contracții ale mușchilor din partea inferioară a vaginului și ai perineului, care pot fi însoțite de eliminări ale secrețiilor vaginale și cervicale. În faza de rezoluție, ce succedă orgasmul, are loc relaxarea și revenirea la starea obișnuită. Dispariția constricției vaselor sangvine ale vaginului și vulvei este nevoie de mai mult timp, în cazul unei noi stimulări, în această fază, poate fi atins nou orgasm.

### Sarcina și naștere
Vaginul îndeplinește și funcția de un canal de naștere pentru făt. De aceea, în timpul sarcinii vaginul trece printr-o serie de modificări pentru a asigura o extindere maximă.
Crește vascularizației vaginului, prin dilatarea venelor, îi schimbă culoarea într-o nuanță violacee. Îmbibarea pereților cu plasmă măresc plasticitatea și extensibilitatea vaginului. De asemenea, are loc hipertrofia fibrelor musculare, dispersia fibrelor de colagen, mărirea densității fibrelor elastice, ce conferă vaginul capacitatea de a se lărgi până la 10–12 cm în diametru.
Mucoasă vaginală devine mai groasă în tipul sarcinii, datorită hipertrofiei stratului epitelial intermediar și acumularea plasmei. Creșterea secreției hormonilor melanofor și estrogen induce pigmentația mai accentuată a epiteliului vaginal, contribuind la colorația sa violacee. Ca rezultat al mării fluxului de sânge în organele genitale crește nivelul transsudat în vagin, care, alături de descuamarea mai intensă celulelor epiteliale, determină sporirea cantității ale secrețiilor vaginale. În urma creșterii nivelului de glicogen se intensifică sinteza acidului lactic de către bacteriile acidolactice.
După naștere, există o perioadă de scurgeri vaginale normale numită lochia, care reprezintă resturi ale endometrul uterin îndepărtat, sânge provenit din locul de fixare a placentei, secreții și sânge ale colului uterin, membrană fetală, celule epiteliale. Scurgerile lochia durează, de obicei, patru - șase săptămâni după naștere în trei etape (tipuri):
- Lochia rubra (sau cruenta) - conține cheaguri de sânge, fragmente ale membranei fetale și ale endometrului, vernix caseosa (substanță ceroasă, albă ce acoperă pielea nou-născutului[22]), lanugo etc; are culoare roșie din cauza cantității mari de sânge pe care o conține. De obicei nu durează mai mult de 3 - 5 zile după naștere.
- Lochia serosa  - este compusă din exudat seros, eritrocite, leucocite, mucus cervical și microorganisme, de culoare maronie sau roz. Această etapă continuă până în jurul celei de a zecea zi după naștere. Lochia serosa care persistă până la câteva săptămâni după naștere poate indica hemoragii postpartum tardive și trebuie consultat un medic.
- Lochia alba (sau purulenta) - este alcătuită preponderent din leucocite, celule epiteliale descuamate, colesterol, lipide, mucus și microorganisme, cantități reduse de eritrocite. Culoarea lichidului eliminat devine albicioasă sau alb-gălbuie. Durează până la 6-8 săptămâni de la naștere. Secrețiile prelungite indică o leziune a organelor de reproducere.

În perioada postpartum au loc modificări ale vaginului, tunica mucoasa revine la normă după, aproximativ, trei săptămâni, când ovarele își recapăt activitatea endocrină obișnuită. Forma și dimensiunile vaginului revin la dimensiunile inițiale în 6-8 săptămâni, dar, în unele cazuri, continuând să aibă dimensiuni puțin mai mari.

## Dezvoltare
Vaginul se dezvoltă începând cu luna a treia, din segmentele caudale contopite ale ductelor paramezonefrice ale lui Müller care se deschid în sinusul uro-genital (viitorul vestibul vaginal). În a 24-a săptămână a sarcinii, în locul în care ductele lui Müller se unesc cu peretele posterior al sinusului uro-genital se formează placa vaginală din tuberculul műllerian. Celule plăcii de divid separând colul uterin de sinus, dând naștere vaginului.
Dar, există opinii contradictorii cu privire la originea embriologică a vaginului. Unii cercetători (Bulmer D.; Robboy S.J.; și alții) consideră că epiteliul vaginal derivă exclusiv din epiteliul sinusal urogenital. Incertitudinea se datorează complexității țesuturilor și absenței unui model de dezvoltare la animale, similar dezvoltării organelor genitale umane, după care s-ar putea efectua comparația.
La nou-născute lungimea vaginului este de 2,5-3,5 cm, mediul intern este acid datorită hormonilor placentari materni, dar în câteva zile după naștere devine alcalin.  În perioada copilăriei vaginul atinge 4 – 5 cm în lungime, sunt prezente pliurile vaginale, mucoasa vaginală este lucioasă, de culoare roșiatică. Flora vaginală este instabilă și din cauza alcalinității pot apărea vulvovaginitele – infecții bacteriene. La pubertate, nivelul producției al hormonului luteinizant (LH), hormon de stimulare foliculară (FSH) și al estrogenului crește accelerat. Vaginul se mărește până 7–8 cm în lungimea pliurile transversale și coloanele sunt bine dezvoltate, mucoasa vaginală devine mată și roz-pal. Secreția devine acidă datorită eliminării de glicogen, fermentat în acid lactic de către bacilii Döderlein, protejând vaginul de agenții patogeni.

## Omologie
Vaginul feminin este omolog cu utriculul prostatic la bărbați (numit și vagina masculina) - canal scurt care se dezvoltă din porțiunea terminală, fuzionată, a ductelor Mülleriene paramezonefrice și se deschide în uretră la nivelul prostatei.

## Igienă
Vaginul este un organ capabil să se auto-curățe. Acidul lactic și secrețiile vaginale previne apariția infecțiilor prin inhibarea bacteriilor patogene, asigură eliminarea produselor menstruale și a spermei. Igiena intimă regulată trebuie să se limiteze la nivelul organele genitale externe. Dușul vaginal regulat, chiar și în timpul scurgerilor menstruale sau după contact sexual, poate avea efecte negative asupra sănătății aparatului genital. Dușul vaginal reduce aciditatea mediul vaginal, dezechilibrează microflora protectoare creând astfel condițiile prielnice pentru înmulțirea și dezvoltarea agenților patogeni. Un studiu publicat în American Journal of Obstetrics & Gynecology care a cuprins 411 de adolescente a arătat că dușurile regulate cresc probabilitate de dezvoltare a maladiilor infecțioase de 1,4-1,8 ori. Cercetătorii de la Universitatea din Pittsburgh, pe un eșantion de 1200 de femei, au stabilit că dușurile intime măresc riscul de dezvoltare a vaginozei bacteriene cu 40%.
Dușurile vaginale trebuie practicate doar la recomandarea medicului ginecolog.
De asemenea pentru menținerea sănătății intime se recomandă:
- Utilizarea mai frecventă a absorbantelor externe (în locul celor interne);
- Procurarea lenjeriei intime produsă din fibre naturale;
- Spălarea vulvei dinspre față spre spate pentru a preveni pătrunderea bacteriilor din regiunea anală în vagin.

## Maladii
- Adenoza vaginală
- Sindromul Rokitansky-Kiister-Hauser
- Septul vaginal transvers
- Vaginită trichomoniazică
- Vaginită gonococică
- Vaginită micotică
- Vaginită parazitară
- Vaginită virotică
- Prolaps vaginal
- Papilom vaginal
- Condiloma acuminata
- Condilom gigant
- Fibrom
- Mixom
- Granulom
- Lipom
- Cancer vaginal
- Melanoame vaginale
- Sarcoame
- Rabdomiosarcoame embrionare
- Fistule vaginale
- Vaginism